# Carboneros
Carboneros – gmina w Hiszpanii, w prowincji Jaén, w Andaluzji, o powierzchni 58,61 km². W 2011 roku gmina liczyła 663 mieszkańców.